# Aissaouia
Aissaouia est une commune de la wilaya de Médéa en Algérie.

## Géographie
La commune est située dans le tell central dans l'Atlas blidéen à environ 67 km au sud d'Alger et à 76 km à l'est de Médéa et à environ 65 km à l'est de Blida et à 82 km au sud-ouest de Boumerdès  et à 15 km à l ouest de Tablat et à 19 km au sud-est de Bougara.
| Bougara, Ouled Slama (Wilaya de Blida) | Souhane (Wilaya de Blida) | Deux Bassins |
| Bougara (Wilaya de Blida), Baata       | Aissaouia                 | Tablat       |
| Baata                                  | Bouchrahil                | Mezerana     |